# Badminton 1998
Höhepunkte des Badmintonjahres 1998 waren die Asienspiele, die Commonwealth Games, der Thomas Cup und der Uber Cup.
== World Badminton Grand Prix ==
| Veranstaltung     | Herreneinzel    | Dameneinzel     | Herrendoppel                            | Damendoppel                       | Mixed                               |
| ----------------- | --------------- | --------------- | --------------------------------------- | --------------------------------- | ----------------------------------- |
| Japan Open        | Peter Gade      | Gong Zhichao    | Cheah Soon Kit Yap Kim Hock             | Ge Fei Gu Jun                     | Kim Dong-moon Ra Kyung-min          |
| Swedish Open      | Luo Yigang      | Kim Ji-hyun     | Tony Gunawan Candra Wijaya              | Jang Hye-ock Ra Kyung-min         | Kim Dong-moon Ra Kyung-min          |
| All England       | Sun Jun         | Ye Zhaoying     | Lee Dong-soo Yoo Yong-sung              | Ge Fei Gu Jun                     | Kim Dong-moon Ra Kyung-min          |
| Swiss Open        | Peter Gade      | Camilla Martin  | Zhang Jun Zhang Wei                     | Ge Fei Gu Jun                     | Michael Søgaard Rikke Olsen         |
| Polish Open       | Daniel Eriksson | Elena Sukhareva | Julian Robertson Nathan Robertson       | Ann-Lou Jørgensen Tine Rasmussen  | Lars Paaske Jane F. Bramsen         |
| US Open           | Fung Permadi    | Yeping Tang     | Horng Shin-jeng Lee Wei-jen             | Kirsteen McEwan Elinor Middlemiss | Kenny Middlemiss Elinor Middlemiss  |
| Malaysia Open     | Peter Gade      | Zhang Ning      | Tony Gunawan Halim Haryanto             | Rikke Olsen Marlene Thomsen       | Tri Kusharyanto Minarti Timur       |
| Brunei Open       | Taufik Hidayat  | Gong Ruina      | Tony Gunawan Halim Haryanto             | Huang Nanyan Yang Wei             | Jens Eriksen Marlene Thomsen        |
| Singapur Open     | Hendrawan       | Ye Zhaoying     | Sigit Budiarto Candra Wijaya            | Ge Fei Gu Jun                     | Tri Kusharyanto Minarti Timur       |
| Dutch Open        | Roslin Hashim   | Zhou Mi         | Cheah Soon Kit Choong Tan Fook          | Huang Nanyan Yang Wei             | Jon Holst-Christensen Ann Jørgensen |
| Denmark Open      | Peter Gade      | Camilla Martin  | Rexy Mainaky Ricky Subagja              | Qin Yiyuan Tang Yongshu           | Jon Holst-Christensen Ann Jørgensen |
| Indonesia Open    | Yong Hock Kin   | Mia Audina      | Rexy Mainaky Ricky Subagja              | Deyana Lomban Eliza Nathanael     | Tri Kusharyanto Minarti Timur       |
| Hong Kong Open    | Budi Santoso    | Camilla Martin  | Tony Gunawan Candra Wijaya              | Chen Lin Jiang Xuelian            | Michael Søgaard Rikke Olsen         |
| Grand Prix Finale | Sun Jun         | Zhang Ning      | S. Antonius Budi Ariantho Denny Kantono | Ge Fei Gu Jun                     | Kim Dong-moon Ra Kyung-min          |

## Terminkalender
| Veranstaltung                                 | Ort                 | Beginn             | Ende               |
| --------------------------------------------- | ------------------- | ------------------ | ------------------ |
| Westdeutsche Badmintonmeisterschaft 1998      | Bottrop             | 10. Januar 1998    | 11. Januar 1998    |
| Deutsche Badmintonmeisterschaft 1998          | Bielefeld           | 29. Januar 1998    | 1. Februar 1998    |
| Englische Badmintonmeisterschaft 1998         | Haywards Heath      | 30. Januar 1998    | 1. Februar 1998    |
| Dänische Badmintonmeisterschaft 1998          | Vejen               | 30. Januar 1998    | 1. Februar 1998    |
| Schwedische Badmintonmeisterschaft 1998       | Malmö               | 31. Januar 1998    | 1. Februar 1998    |
| Schweizer Badmintonmeisterschaft 1998         | Basel               | 31. Januar 1998    | 1. Februar 1998    |
| Estnische Badmintonmeisterschaft 1998         | Tallinn             | 31. Januar 1998    | 1. Februar 1998    |
| Polnische Badmintonmeisterschaft 1998         | Krakau              | 6. Februar 1998    | 8. Februar 1998    |
| All England 1998                              | Birmingham          | 9. März 1998       | 14. März 1998      |
| German Juniors 1998                           | Bottrop             | 13. März 1998      | 15. März 1998      |
| French Open 1998                              | Paris               | 18. März 1998      | 22. März 1998      |
| German Masters 1998                           | Goldbach            | 28. März 1998      | 29. März 1998      |
| Badminton-Europameisterschaft 1998            | Sofia               | 18. April 1998     | 25. April 1998     |
| Badminton-Mannschaftseuropameisterschaft 1998 | Sofia               | 18. April 1998     | 25. April 1998     |
| Uber Cup 1998                                 | Hongkong            | 15. Mai 1998       | 24. Mai 1998       |
| Thomas Cup 1998                               | Hongkong            | 15. Mai 1998       | 24. Mai 1998       |
| Malaysia Open 1998                            | Penang              | 1. Juli 1998       | 5. Juli 1998       |
| Brunei Open 1998                              | Bandar Seri Begawan | 8. Juli 1998       | 12. Juli 1998      |
| Singapur Open 1998                            | Singapur            | 10. August 1998    | 16. August 1998    |
| Carebaco-Meisterschaft 1998                   | Havanna             | 28. August 1998    | 30. August 1998    |
| Badminton-Asienmeisterschaft 1998             | Bangkok             | 2. September 1998  | 5. September 1998  |
| Commonwealth Games 1998/Badminton             | Kuala Lumpur        | 9. September 1998  | 21. September 1998 |
| Badminton-Europapokal 1998                    | Most                | 17. September 1998 | 20. September 1998 |
| Badminton-Juniorenweltmeisterschaft 1998      | Melbourne           | 5. Oktober 1998    | 11. Oktober 1998   |
| Slovak International 1998                     | Nitra               | 8. Oktober 1998    | 11. Oktober 1998   |
| Brazil International 1998                     | São Paulo           | 9. Oktober 1998    | 12. Oktober 1998   |
| Denmark Open 1998                             | Vejle               | 14. Oktober 1998   | 18. Oktober 1998   |
| Indonesia Open 1998                           | Jakarta             | 26. Oktober 1998   | 1. November 1998   |
| Hungarian International 1998                  | Budapest            | 29. Oktober 1998   | 1. November 1998   |
| Asienspiele 1998/Badminton                    | Bangkok             | 8. Dezember 1998   | 17. Dezember 1998  |